# Krew za krew (album Dixon37)
Krew za krew – trzeci album studyjny polskiego zespołu hip-hopowego Dixon37. Wydawnictwo ukazało się 26 listopada 2016 roku nakładem wytwórni muzycznej District Area w wersji normalnej oraz w złotej wersji ze zmienioną kolorystyką okładki. Gościnnie w nagraniach wzięli udział Pezet i Onar jako Płomień 81, Hinol (Polska Wersja), Nizioł (Syndykat), Bezczel, Słoń i Shellerini jako WSRH, Sylwia Dynek, Rogal DDL, TPS, Murzyn ZDR, Poszwixxx oraz grupy DIIL Gang i Ganja Mafia.
Płyta dotarła do 6. miejsca polskiej listy sprzedaży OLiS i uzyskała certyfikat platynowej płyty.

## Lista utworów
1. „Intro” – 1:51
2. „KZK” – 4:37
3. „Pozdrówki z betonowej dżungli” (gościnnie: Ganja Mafia) – 4:33
4. „Ulica ma się dobrze” – 4:34
5. „Masz to we krwi” (gościnnie: Płomień 81) – 4:19
6. „Mam plan” (gościnnie: Hinol, Nizioł) – 4:43
7. „A życie toczyło się dalej” – 3:53
8. „Taki dzień” (gościnnie: Bezczel) – 3:56
9. „Szemrane tango” – 3:37
10. „Zmień dilera” (gościnnie: WSRH) – 4:06
11. „Złudzenia” – 3:27
12. „Znak czasów” (gościnnie: Sylwia Dynek) – 3:31
13. „Po 1, po 2, po 3 pasja” – 4:00
14. „Niektórych rzeczy nie da się zapomnieć” (gościnnie: Rogal DDL) – 3:36
15. „Jak się nie ma co się lubi” (gościnnie: TPS, Murzyn ZDR) – 4:34
16. „Słyszysz to” (gościnnie: DIIL Gang) – 5:13
17. „Oddech od betonu” (gościnnie: Poszwixxx) – 3:05
18. „Wyrwę ci to z gardła” – 4:27
19. „Outro” – 1:37